# Coccidioides immitis
Coccidioides immitis (лат.) — патогенный вид грибов семейства Онигеновые, обитающий в почве. Встречается в некоторых регионах юго-западных США, северной Мексики, а также в нескольких других областях Западного полушария.

## Эпидемиология
C. immitis, наряду с родственным видом C. posadasii, встречается главным образом в пустынных регионах юго-зпадных США, включая определённые регионы Аризоны, Калифорнии, Нью-Мексико, Невады, Техаса и Юты, в Центральной и Южной Америки, включая Аргентину, Бразилию, Колумбию, Гватемалу, Гондурас, Мексику, Никарагуа, Парагвай и Венесуэлу.

## Клинические проявления
C. immitis может вызвать заболевание, называемое кокцидиомикоз (болезнь Посады-Вернике; калифорнийская лихорадка). Инкубационный период варьируется от 7 до 21 дня. Кокцидиоидомикоз сложно диагностировать на основании жизненно важных признаков и симптомов, которые обычно являются нечёткими и неспецифичными. Даже рентгенография грудной клетки или компьютерная томография не могут надежно отличить её от других заболеваний лёгких, включая рак лёгких. Для диагностики необходимы анализы крови или мочи для выявления антигенов кокцидиоидов. Однако, поскольку грибок создает массу, которая может имитировать опухоль легкого, для правильного диагноза может потребоваться образец ткани (биопсия). Кроме этого, используется метенаминовая окраска серебром Грокотта-Гомори для подтверждения присутствие в ткани характерных шариков организма Coccidioides.